# جرج فاستر (بازیکن فوتبال)
جرج فاستر (انگلیسی: George Foster؛ زادهٔ ۲۶ سپتامبر ۱۹۵۶) بازیکن فوتبال اهل بریتانیا است.
از باشگاه‌هایی که در آن بازی کرده‌است می‌توان به باشگاه فوتبال منزفیلد تاون، باشگاه فوتبال دربی کانتی، باشگاه فوتبال تورکی یونایتد، باشگاه فوتبال اکستر سیتی، و باشگاه فوتبال پلیموث آرگیل اشاره کرد.